# Bratolubiwka (obwód kirowohradzki)
Bratolubiwka (ukr. Братолюбівка) – wieś na Ukrainie, w obwodzie kirowohradzkim, w rejonie kropywnyckim, w hromadzie Huriwka. W 2025 liczyła 502 mieszkańców, spośród których 501 wskazało jako ojczysty język ukraiński.